# NGC 2569
NGC 2569 (другие обозначения — MCG 4-20-35, ZWG 119.67, NPM1G +21.0178, PGC 23442) — линзовидная галактика в созвездии Рака. Открыта Генрихом Луи Д'Арре в 1862 году.
Этот объект входит в число перечисленных в оригинальной редакции «Нового общего каталога».
Галактика NGC 2569 входит в состав группы галактик NGC 2563, удалённой на 68 мегапарсек. Помимо NGC 2569 в группу также входят ещё 13 галактик. Она удалена от центральной галактики скопления — NGC 2563 — не менее чем на 307 килопарсек. Галактика должна излучать в рентгеновском диапазоне, но это излучение слишком слабое, чтобы быть обнаруженным.